# Roland/2025
Deze pagina geeft een overzicht van de vrouwenwielerploeg Roland in 2025.

## Algemeen
Algemeen manager: Ruben Contreras
Ploegleiders: Cédric Bugnon, Florent Horeau, Loïc Hugentobler, Sergey Klimov
Fietsmerk: Pinarello
Kleding: Q36.5

## Renners
| Naam                | Geboortedatum | Nationaliteit | Ploeg 2024                      |
| ------------------- | ------------- | ------------- | ------------------------------- |
| Antri Christoforou* | 02-04-1992    | Cyprus        |                                 |
| Morgane Coston      | 28-12-1990    | Frankrijk     | Cofidis                         |
| Tamara Dronova      | 13-08-1993    | Rusland       |                                 |
| Giulia Giuliani     | 05-07-2002    | Italië        | A.S.D. K2 Women Team            |
| Mia Griffin         | 30-12-1998    | Ierland       | DAS - Hutchinson - Brother - UK |
| Elena Pirrone       | 21-02-1999    | Italië        |                                 |
| Vittoria Ruffilli   | 03-04-2002    | Italië        | A.S.D. K2 Women Team            |
| Kaja Rysz           | 10-04-1999    | Polen         | Lifeplus Wahoo                  |
| Petra Stiasny       | 10-09-2001    | Zwitserland   | Fenix-Deceuninck                |
| Sylvie Swinkels     | 31-07-2000    | Nederland     |                                 |
| Giorgia Vettorello  | 06-07-2000    | Italië        |                                 |

*tot 22 juni

### Vertrokken
| Naam                | Geboortedatum | Nationaliteit       | Ploeg 2025                   |
| ------------------- | ------------- | ------------------- | ---------------------------- |
| Maggie Coles-Lyster | 12-02-1999    | Canada              | Human Powered Health         |
| Sofia Collinelli    | 24-08-2001    | Italië              | ?                            |
| Nathalie Eklund     | 28-05-1991    | Zweden              | ?                            |
| Natalie Grinczer    | 15-11-1993    | Verenigd Koninkrijk | DAS - Hutchinson             |
| Elena Hartmann      | 12-12-1990    | Zwitserland         | CERATIZIT Pro Cycling Team   |
| Anna Kiesenhofer    | 14-02-1991    | Oostenrijk          | ?                            |
| Nguyễn Thị Thật     | 06-03-1993    | Vietnam             | Công Ty CP Tập Đoàn Lộc Trời |

## Overwinningen
| Nationale kampioenschappen wielrennen Ierland - wegwedstrijd: Mia Griffin Grand Prix Boquerón (klimtijdrit) Petra Stiasny Ronde van El Salvador Proloog: Tamara Dronova 2e etappe: Mia Griffin Grand Prix Surf City Kaja Rysz |

AG Insurance-Soudal · Canyon//SRAM zondacrypto  · Ceratizit-WNT Pro Cycling · FDJ-SUEZ · Fenix-Deceuninck · Human Powered Health · Lidl-Trek · Liv AlUla Jayco · Movistar · Roland · Team Picnic PostNL · SD Worx-Protime · Team Visma|Lease a Bike · UAE Team ADQ · Uno-X Mobility
2022 · 2023 · 2024 · 2025